# Pietro Lombardi

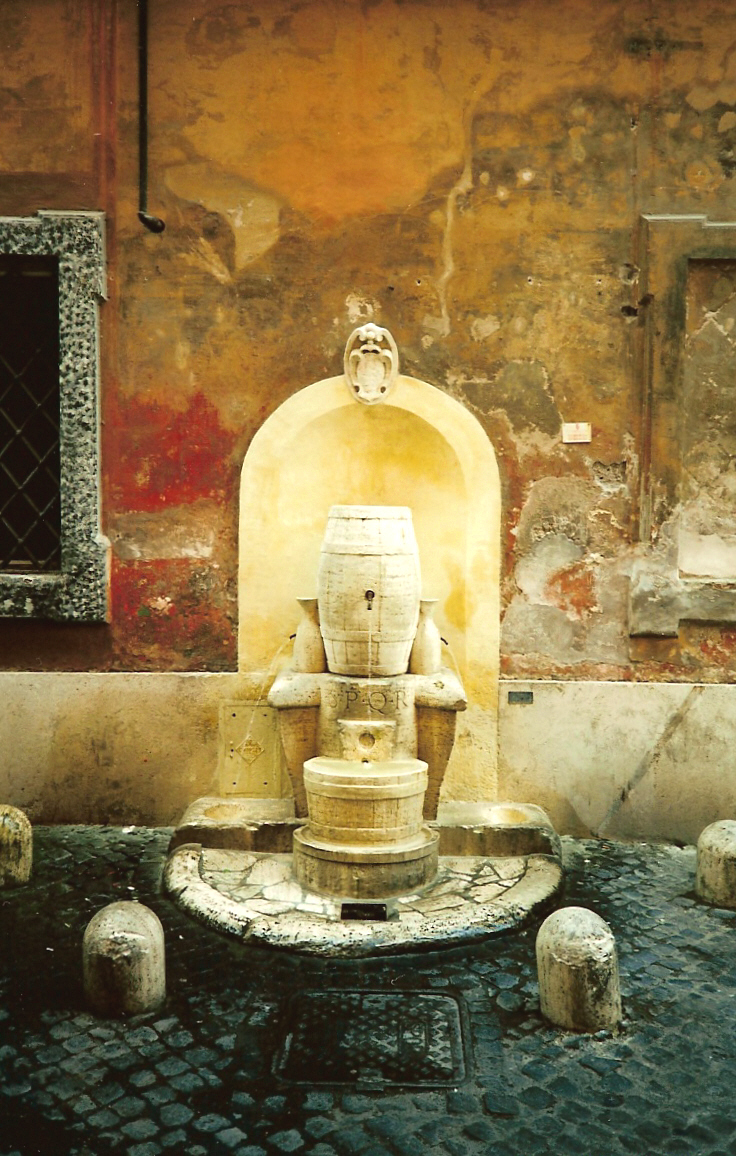
Fontana della Botte vid Via della Cisterna i Trastevere.

För den italienske renässansarkitekten med samma namn, se Pietro Lombardo.
Pietro Lombardi, född 30 juli 1894 i Rom, död där 5 februari 1984, var en italiensk arkitekt och skulptör. Lombardi ritade i slutet av 1920-talet ett flertal fontäner för Roms rioni.

## Fontäner i Rom (urval)
- 1926 – Fontana delle Anfore, Piazzale dell'Emporio
- 1926 – Fontanella del Rione Monti, Via di San Vito
- 1927 – Fontanella della Pigna, Piazza di San Marco
- 1927 – Fontana della Botte, Via della Cisterna, Trastevere
- 1927 – Fontana degli Artisti, Via Margutta
- 1927 – Fontanina delle Tiare, Largo del Colonnato, Petersplatsen
- 1927 – Fontana dei Libri, Via degli Staderari
- 1927 – Fontana delle Palle di Cannone, Via di Porta Castello
- 1930 – Fontana del Timone, Porto di Ripa Grande, Trastevere